# Трищенко, Елена Дмитриевна
Еле́на Дми́триевна Три́щенко (урождённая Фёдорова; 9 сентября 1973, Весёлая Лопань, Белгородская область — 28 мая 2022, Белгород) — российская журналистка, с 2003 года член Союза журналистов России; радиокорреспондент и радиоведущая (авторская программа на ГТРК «Белгород»); корреспондент, редактор радиовещания и телевидения, затем директор ТРК «Белый город», главный редактор холдинга «Белгород-медиа» и ведущая авторских программ на телеканале «Белгород 24»: «Спросите мэра», «Тема», «Жить в Белгороде».
В 2013 году Е. Трищенко была признана лучшим работником СМИ Белгородской области.
Стала одним из авторов учебника по копирайтингу. С 2020 года была помощником председателя Белгородского городского Совета, потом заместителем начальника организационного отдела аппарата Белгородского городского Совета.
В её честь учреждён конкурс для молодых журналистов.

## Биография
Елена Трищенко родилась 9 сентября 1973 года в с. Весёлая Лопань Белгородского района в семье педагогов.
В 1988 году, решив пойти по стопам родителей, поступила в Белгородский педагогический колледж. После его окончания 6 лет работала в Северной средней школе (пос. Северный в пригороде Белгорода) учителем начальных классов. Училась заочно в Белгородском государственном педагогическом университете, чтобы преподавать русский язык и литературу в той же школе. Однако осуществлению планов помешал переезд в другой конец Белгорода и окончание декретного отпуска (дочь Наталия родилась в 1994 году).

### Начало журналистской карьеры: ГТРК «Белгород»
С 1998 года работала машинисткой в ГТРК «Белгород»: снимала стенограммы аудиоматериалов, подготовленных журналистами областного радио. Стремление к творческой работе и педагогический талант Елена Трищенко сумела реализовать в своём авторском радиопроекте «Музыкальная сказка»: знакомила детей области со сказками и музыкальными произведениями российских и белгородских писателей и композиторов. Она сама предложила проект руководству ГТРК, а потом создавала его в свободное время и на общественных началах. После выхода каждой передачи она получала десятки детских писем и рисунков с образами любимых персонажей.
В июне 2001 года Елена Трищенко заняла в ГТРК освободившееся место радиокорреспондента. Эта должность давала больше простора для творчества. Она начала вести программу «Городской радиоканал», выходившую по воскресеньям.

### От журналиста до директора: ТРК «Белый город»
В январе 2003 года директор недавно открытой телерадиокомпании «Белый город» Андрей Морозов предложил ей должность корреспондента. Елена Трищенко ушла из известной ГТРК в новый, только формирующийся коллектив и энергично взялась за работу. Через три месяца, проявив организаторский талант, она стала редактором радиовещания (структурного подразделения ТРК), а в марте 2003 года — редактором телевидения.
В июне 2004 года её повысили до заместителя директора ТРК «Белый город». В апреле 2008 года ей предложили освободившееся место директора. Она отказалась, потому что пост руководителя не оставлял возможностей для журналистской работы. Но других кандидатов не было, и в мае ей пришлось возглавить ТРК.
В 2004 году проходила обучение в региональной школе журналиста (Москва), где передавали свой опыт работы на телевидении такие мастера, как Владимир Познер, Вадим Такменёв, Марианна Максимовская, Павел Шеремет.
С 2009 по 2013 год получила второе высшее образование по специальности «государственное и муниципальное управление» в институте экономики и управления (БелГУ).

### Главный редактор холдинга «Белгород-медиа»
В апреле 2010 года ТРК «Белый город» (вместе с газетой «Наш Белгород» и интернет-порталом «Белновости») вошла в холдинг «Белгород-медиа». Елена Трищенко работала в должности главного редактора (заместителя директора) холдинга в течение десяти лет.
21 ноября 2012 года, в Международный день телевидения, начал работать первый белгородский телеканал с круглосуточным вещанием — «Белгород 24». Елена Трищенко приняла активное участие в разработке, а затем в реализации его концепции. По словам Елены, при формировании концепции телеканала она и её коллеги опирались на опыт лучшей на тот период и наиболее соответствующей им по принципам работы региональной телекомпании — «Вся Уфа». На начальном этапе собственные программы телеканала занимали пять часов в сутки, затем их количество значительно расширилось.
Появились новые телепрограммы, в том числе её авторские: «Спросите мэра», «Тема» и «Жить в Белгороде». Последняя была особенно популярна. Её героями становились люди, которые внесли весомый вклад в развитие и процветание Белгородской области: митрополит Белгородский и Старооскольский Иоанн (2016), депутат Государственной Думы Федерального Собрания Российской Федерации четвертого и пятого созывов, почётный гражданин города Белгорода Георгий Голиков 
вице-президент Всероссийской федерации волейбола, Заслуженный тренер России Геннадий Шипулин, покоритель Эвереста Сергей Шевченко (2016), Герой России Вячеслав Воробьёв (2017), заслуженный мастер спорта России, сенатор Российской Федерации от Белгородской области Тарас Хтей и другие.
Она считала, что телевидение не должно внушать зрителям лишь страх, тревогу и беспокойство. Нужно показывать не только проблемы, но и достижения — стремиться радовать людей. Она общалась со зрителями телеканала, была внимательна к их предложениям, самых активных знала по именам и отчествам.
В мае 2013 года портрет Елены Трищенко появился на областной Аллее Трудовой Славы — она была отмечена «за наивысшие достижения в развитии экономики и социальной сферы».
В 2017 году в соавторстве с мужем написала учебник по копирайтингу:
Трищенко Д. А., Трищенко Е. Д. Копирайтинг: учебное пособие. — Белгород: Издательство Белгородского университета кооперации, экономики и права, 2017. — 227 с. — ISBN 978-5-8231-0687-0 (переиздан в 2024 году издательством «Юрайт»).
В 2019 году на конкурсе мэрии Белгорода среди СМИ и журналистов, освещавших работу органов местного самоуправления, в номинации «Город — мой дом» была отмечена и Елена Трищенко.
Коллеги по телеканалу называли её «душой и сердцем коллектива», «примером отношения к делу».

### Белгородский городской Совет
С начала 2020 года Елена Трищенко работала в Белгородском городском Совете, сначала в должности помощника председателя, затем заместителя начальника организационного отдела. Её деятельность в Горсовете также была связана с журналистикой: она готовила к публикации в СМИ и социальных сетях материалы о работе депутатов. В Горсовете отмечали, что открытость организации по отношению к жителям города — заслуга Трищенко.

### Смерть
Вечером 27 мая 2022 года у Елены внезапно произошла остановка сердца. Врачам удалось её реанимировать, но 28 мая она умерла в больнице.

## Семья
Муж — Дмитрий Александрович Трищенко — кандидат философских наук, доцент Белгородского университета кооперации, экономики и права. автор многих научных публикаций, учебников и учебно-методических работ.
Дочь — Наталия Дмитриевна Трищенко (род. 19 сентября 1994 года), окончила факультет журналистики МГУ, в 2019 году получила учёную степень кандидата филологических наук. С 2021 года работает старшим научным сотрудником в МГУ на кафедре новых медиа и теории коммуникации (Факультет журналистики). Автор книги «Открытый доступ к науке: анализ преимуществ» (2016) и ряда научных публикаций.

## Конкурс молодых журналистов имени Елены Трищенко
В память Елены Трищенко МАУ «Белгород-медиа» и Союз журналистов Белгородской области учредили ежегодный региональный конкурс для молодых журналистов.
В 2022 году в конкурсе приняли участие более 80 журналистов из Белгородской области, Воронежа, Калининграда, Нижнего Новгорода, Екатеринбурга, Нижнего Тагила и Донецка. Награды в разных номинациях получили восемь студентов и выпускников БелГУ.
29 сентября 2023 года были подведены итоги второго конкурса, участниками которого стали журналисты, контент-менеджеры, авторы, обозреватели, фотографы и студенты профильных факультетов. Ко второму конкурсу был разработан логотип.
В мае 2024 года начался приём заявок на третий конкурс.